# Rescue (album Silverstein)
Rescue – piąty album studyjny kanadyjskiej grupy Silverstein, wydany 26 kwietnia 2011 nakładem Hopeless Records. 

## Utwory
1. „Medication” – 4:30
2. „Sacrifice” – 4:00
3. „Forget Your Heart” – 3:43
4. „Intervention” – 3:05
5. „Good Luck With Your Lives” – 3:23
6. „Texas Mickey” – 2:40
7. „The Artist” – 3:04
8. „Burning Hearts” – 3:02
9. „Darling Harbour” – 2:51
10. „Live To Kill” – 2:34
11. „Replace You” – 3:23
12. „In Memory Of...” – 4:46

Dodatkowe utwory
1. „Burning Hearts” (akustycznie) – 3:27
2. „Texas Mickey” (demo) – 3:03
3. „Intervention” (demo) – 3:12
4. „In Memory Of...” (demo) – 4:39
5. „Dancing On My Grave” (z Transitions EP) – 3:16
6. „Replace You” (akustycznie, z Transitions EP) – 3:43

## Twórcy
Skład zespołu
- Shane Told – śpiew, teksty utworów, muzyka utworów 2-3, 8, 10-11
- Josh Bradford – gitara rytmiczna, dodatkowy śpiew, muzyka utworów 7, 9
- Neil Boshart – gitara prowadząca, dodatkowy śpiew, muzyka utworów 1, 4-6, 8, 12
- Paul Koehler – perkusja,
- Billy Hamilton – gitara basowa, dodatkowy śpiew

Inni zaangażowani
- Martin Wittfooth – oprawa graficzna
- Eric Tobin – A&R
- Anna Jarvis – wiolonczela
- Inaam Haq – asystent inżyniera
- Jordan Valeriote – produkcja, inżynieria
- Cameron Webb – miksowanie
- Joao Carvalho – mastering
- Brooks Reynolds – fotografie
- Ben Bradford – dodatkowy śpiew
- Anthony Raneri – śpiew w utworze 6
- Brendan Murphy – śpiew w utworze 7

## Opis
Rejestracja trwała około dwóch lat. Materiał nagrano w Cherry Beachs (Toronto) i w Sundown Studio (Guelph), a zmiksowano w Maple Sound Studios (Santa Ana).
Album promowały teledyski do utworów „Sacrifice” (2011, reż. Robby Starbuck), „The Artist” (2011, reż. Robby Starbuck), „Burning Hearts” (2011, reż. Colin Minihan), „Forget Your Heart” (2012, reż. Brooks Reynolds).
Utwór „Texas Mickey” odnosi się do trunku – w Kanadzie jest to 3-litrowa butelka likieru.
W 2014, 2016, 2023 wydawano reedycje albumu.